# BloodRayne (film)
BloodRayne è un film del 2005 diretto da Uwe Boll e basato sull'omonimo videogioco.

## Trama
Rayne è una dhampir, una creatura per metà vampiro e per metà umana, nata dall'unione violenta di una donna e di Kagan, il Re dei Vampiri. Rayne, per vendicare la madre, si unisce a Sebastian e Vladimir, due membri della società di Brimstone, organizzazione dedita alla caccia ai vampiri. Dopo aver recuperato due delle tre reliquie di Beliar, oggetti che possono rendere il vampiro che ne entra in possesso immune alle croci, all'acqua e alla luce solare, Rayne riesce alla fine a sconfiggere Kagan.

## Accoglienza
Il film ha ricevuto durante l'edizione dei Razzie Awards 2006 cinque nomination come Peggior film, Peggior attrice per Kristanna Loken, Peggior attore non protagonista per Ben Kingsley, Peggior attrice non protagonista per Michelle Rodriguez, Peggior regista per Uwe Boll e Peggior sceneggiatura per Guinevere Turner.

## Sequel
Il film ha avuto due sequel diretti dallo stesso regista: BloodRayne 2 (2007) e BloodRayne III: The Third Reich (2010), entrambi usciti in direct-to-video. Dal terzo è stata tratta una parodia dal titolo Blubberella (2011) sempre diretta da Boll.